# Revolverski top
Revolverski top (ang. Revolver cannon) je vrsta avtomatskega (autocannon) topa, ki se večinoma uporablja na vojaških letalih, se pa uporablja tudi na helikopterjih in ladjah. 
Tako kot običajen ročni revolver, tudi revolverski top uporablja cilinder, ki ima prostore za več nabojev - od tod tudi ime. Za razliko od rotirajočega topa (Gatlingovega), revolverski top uporablja samo eno cev. Zato je masa manjša, je pa manjša tudi hitrost streljanja in večje segrevanje cevi. Ima pa revolverski topovi hitrejši reakcijski čas.
Revolverski topovi uporabljajo plinski sistem za nalaganje novih nabojev, nekateri imajo napravo za hitrejše nalaganje. Tipična hitrost streljanja je okrog 2000 nabojev na minuto. Gatlingovi topi dosežejo okrog 6000-10000 nabojev na minuto. 